# Centre nautique Tony-Bertrand
Le centre nautique Tony-Bertrand, anciennement connu sous le nom de piscine du Rhône, est une piscine située quai Claude-Bernard en bordure du Rhône, dans le 7e arrondissement de Lyon (La Guillotière), en France. Conçue par l'architecte lyonnais Alexandre Audouze-Tabourin, la piscine du Rhône est inaugurée en 1965, et s'appelle depuis 2015 centre nautique Tony Bertrand en hommage à l'adjoint aux sports de la ville de Lyon de 1959 à 1977 qui avait été à l'origine du projet.

## Histoire
La construction de la piscine du Rhône est le fruit de plusieurs facteurs, dont l'intervention massive de l'État français dans la construction d'équipements sportifs à partir de 1961, et la candidature de Lyon aux jeux olympiques d'été de 1968.
De très importants travaux de rénovations sont effectués en 2012 et 2013, et durant les deux mois d'ouverture de juillet et août 2013, la partie nord de la piscine, comportant des installations de loisirs (bassin ludique avec banquettes à bulles, « pentagliss », rivière à contre-courant et jeux d'eau), est ouverte. Cette saison est marquée par de très nombreux heurts entre usagers et service de sécurité, à cause d'une fréquentation maximale qui occasionne par exemple des temps de file d'attente très importants, et les employés de l'établissement ont même organisé une grève.
En 2014, alors que les travaux doivent être terminés cette fois pour l'ensemble de la piscine (accueil, vestiaires, grand bassin) le conseil municipal de Lyon décide que le tarif d'entrée de la piscine du Rhône, désormais nommée « centre nautique du Rhône », sera augmenté de 135 % (de 3,40 à 8 euros). Des interpellations au sein du conseil municipal, des pétitions, des manifestations, de nombreux articles dans la presse ont eu lieu mais sans modifier l'augmentation du prix de base,,,.
La rénovation de l'établissement permet une ouverture du bassin olympique toute l'année avec accès par un canal. En 2015, les tarifs élevés de la piscine (8 euros l'entrée) font de celle-ci et pour certains médias « la piscine la plus chère de France ». Depuis septembre 2015, elle est ouverte toute l'année (sauf 1 mois d'hiver mi décembre à mi janvier) 

## Installations
Le CNTB comprend deux bassins principaux, chauffés à 27 °C. Au sud, le bassin olympique de 50 x 21 m est accessible toute l'année. Au nord, un bassin ludique de 68 x 24 m avec des équipements de loisirs tels que banquettes, bains bouillonnants, toboggan, contre-courant, est ouvert seulement en période estivale. Il est accompagné d'une zone de détente et d'un espace pour les jeunes enfants.
Les tarifs d'hiver sont alignés sur ceux des autres piscines de la ville.

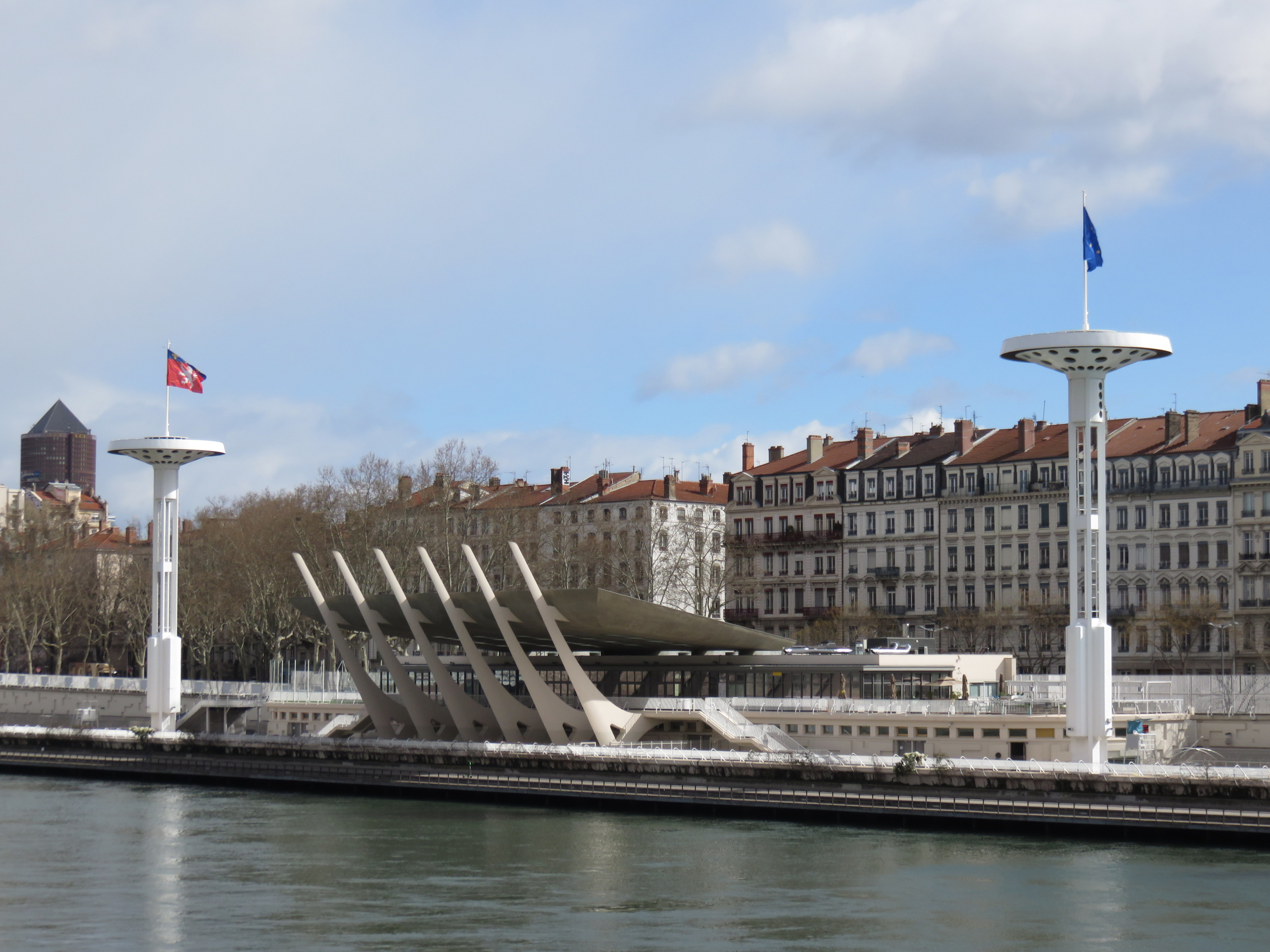
Vue partielle depuis le pont de l'Université (2019)
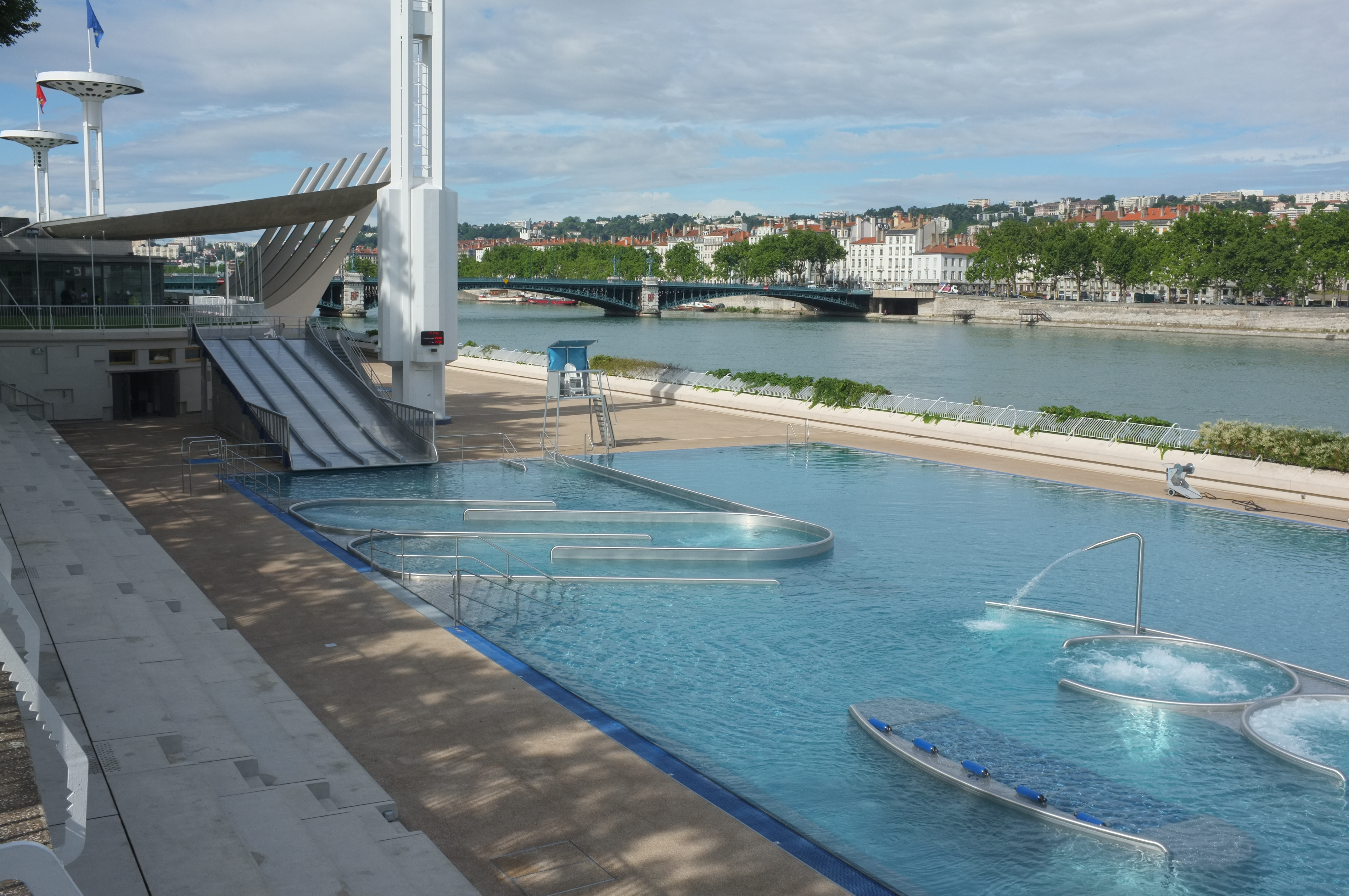
Bassin ludique de 68 x 24 mètres
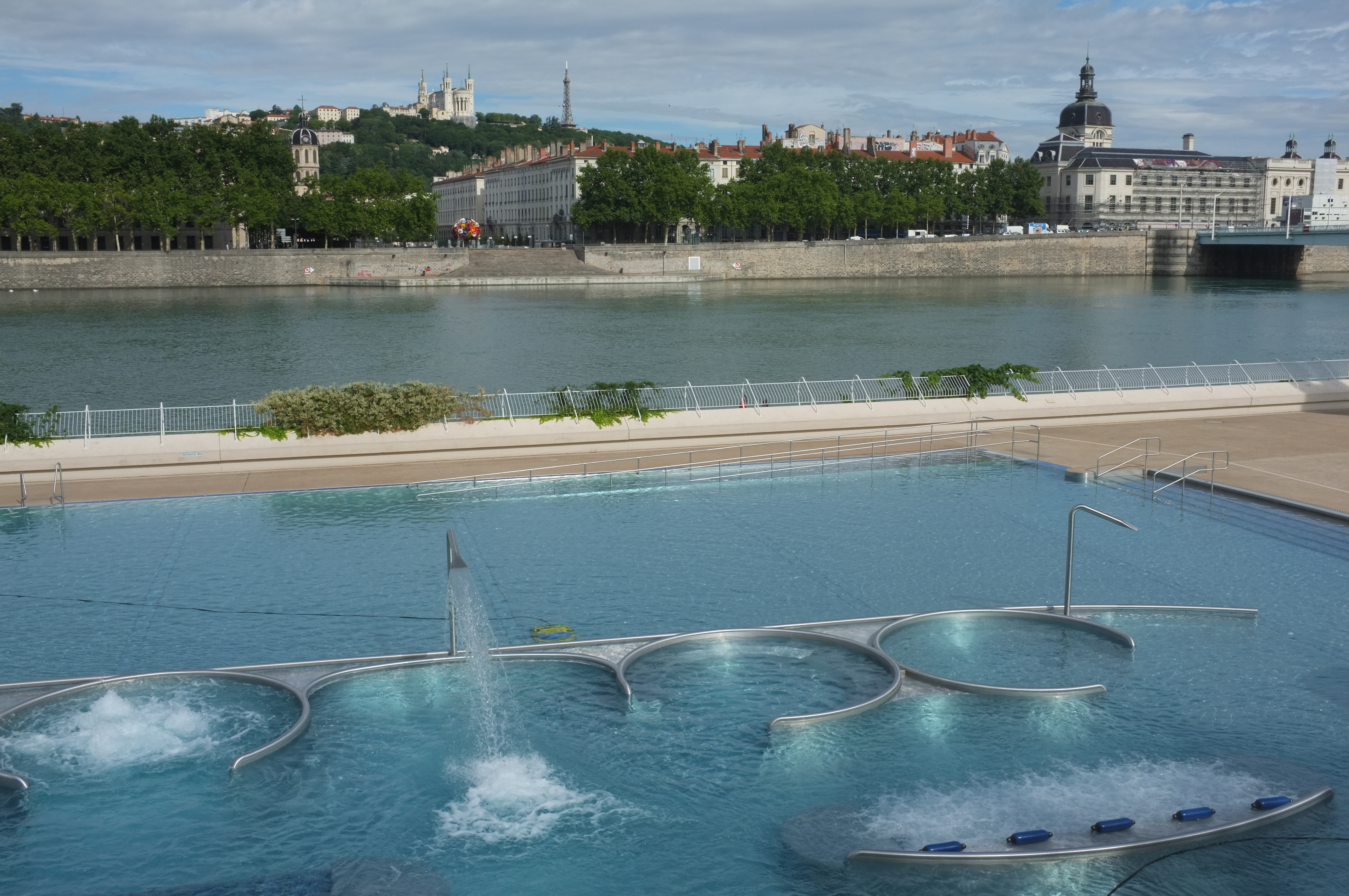
Bassin ludique de 68 x 24 mètres, en fond la basilique de Fourvière et du grand Hôtel-Dieu, des Hospices Civils de Lyon

## Autres utilisations
Avant les travaux de 2013-2014, la piscine accueillait des concerts des Nuits Sonores comme en 2011 avec celui de JoeyStarr.